# Special (série télévisée)
Pour les articles homonymes, voir Special.
Special ou Spécial au Québec est une série télévisée américaine créée par Ryan O'Connell et produite par Warner Bros. Television Studios, Stage 13, That's Wonderful Productions et Campfire.
Il s'agit de l'adaptation de l'autobiographie I'm Special: And Other Lies We Tell Ourselves (2015) de Ryan O'Connell. Cette comédie suit les aventures de Ryan Hayes, un jeune homme gay avec une paralysie cérébrale légère.
Ryan O'Connell, qui est également le principal scénariste de la série, interprète Ryan Hayes. À l'écran, il est notamment accompagné par Jessica Hecht, qui joue sa mère Karen, et par Punam Patel, qui tient le rôle de Kim, amie et collègue de Ryan.
La première saison de Special, composée de huit épisodes d'environ 15 minutes, est diffusée le 12 avril 2019 sur Netflix. Après des critiques globalement positives, la série est renouvelée pour une deuxième et dernière saison en décembre 2019. Composée de huit épisodes d'environ 30 minutes, cette deuxième saison est diffusée le 20 mai 2021 sur Netflix.

## Synopsis

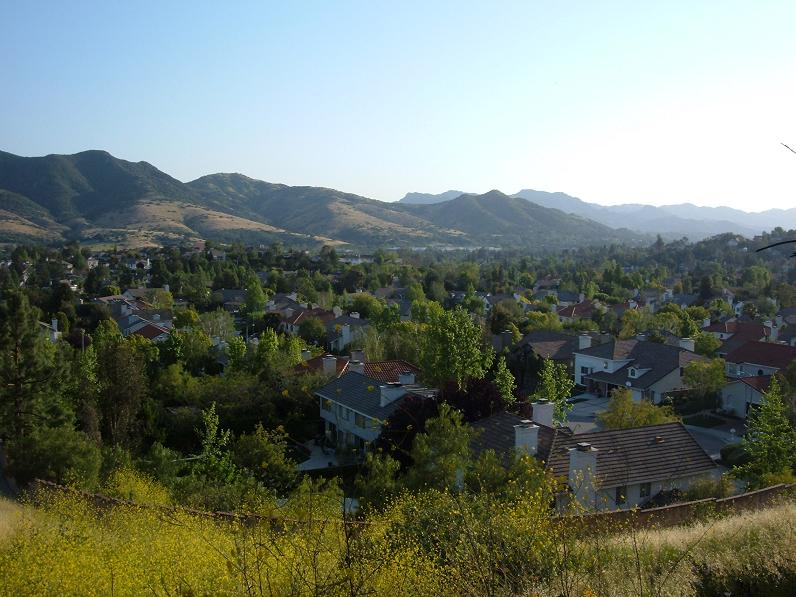
Ryan vit avec sa mère à Agoura Hills, près de Los Angeles.

Ryan Hayes est une jeune homme gay avec une paralysie cérébrale légère (ou infirmité motrice cérébrale). Il vit dans la banlieue de Los Angeles avec sa mère Karen. Si le fils et la mère ont une relation fusionnelle, Ryan cherche son indépendance.
Peu avant le début de son stage à Eggwoke, un média en ligne, il est renversé par une voiture, sans conséquence grave. Lorsque ses collègues pensent que son handicap est lié à l'accident, il préfère confirmer cette version plutôt que d'évoquer son infirmité motrice cérébrale.

## Distribution

### Personnages principaux
- Ryan O'Connell (VF : Taric Mehani) : Ryan Hayes, un jeune homme gay avec une paralysie cérébrale légère (16 épisodes, saison 1 et 2)
- Jessica Hecht (VF : Odile Cohen) : Karen Hayes, la mère de Ryan (16 épisodes, saison 1 et 2)
- Punam Patel (VF : Karine Foviau) : Kim Laghari, collègue et amie de Ryan (16 épisodes, saison 1 et 2)
- Marla Mindelle (VF : Audrey Sourdive) : Olivia, cheffe de Ryan et Kim à Eggwoke (13 épisodes, saison 1 et 2)
- Patrick Fabian (VF : Frédéric Popovic) : Phil, nouveau voisin de Karen (11 épisodes, saison 1 et 2)
- Augustus Prew (VF : Benjamin Bollen) : Carey, ami de Kim dont Ryan tombe amoureux (8 épisodes, saison 1)
- Max Jenkins (en) (VF : Thibaut Lacour) : Tanner, avec qui Ryan a une relation (7 épisodes, saison 2)

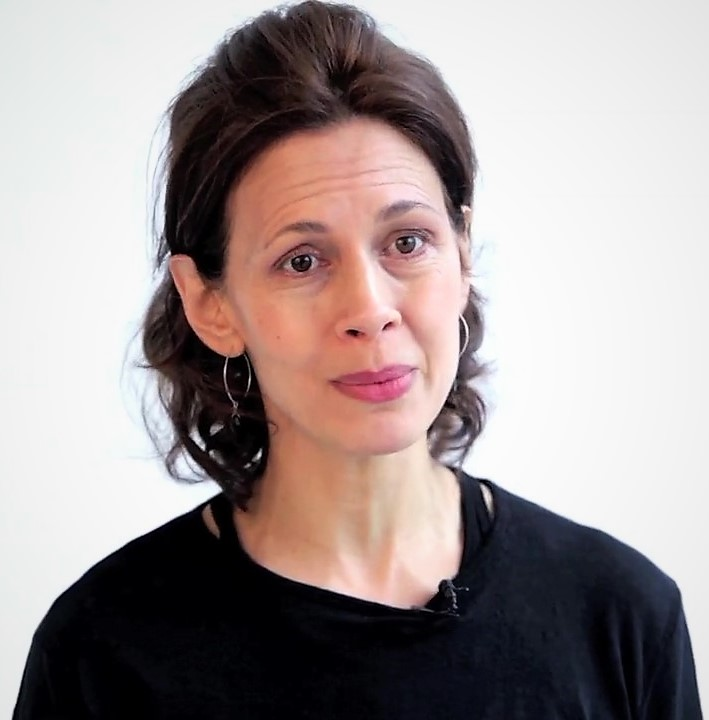
Jessica Hecht (Karen)
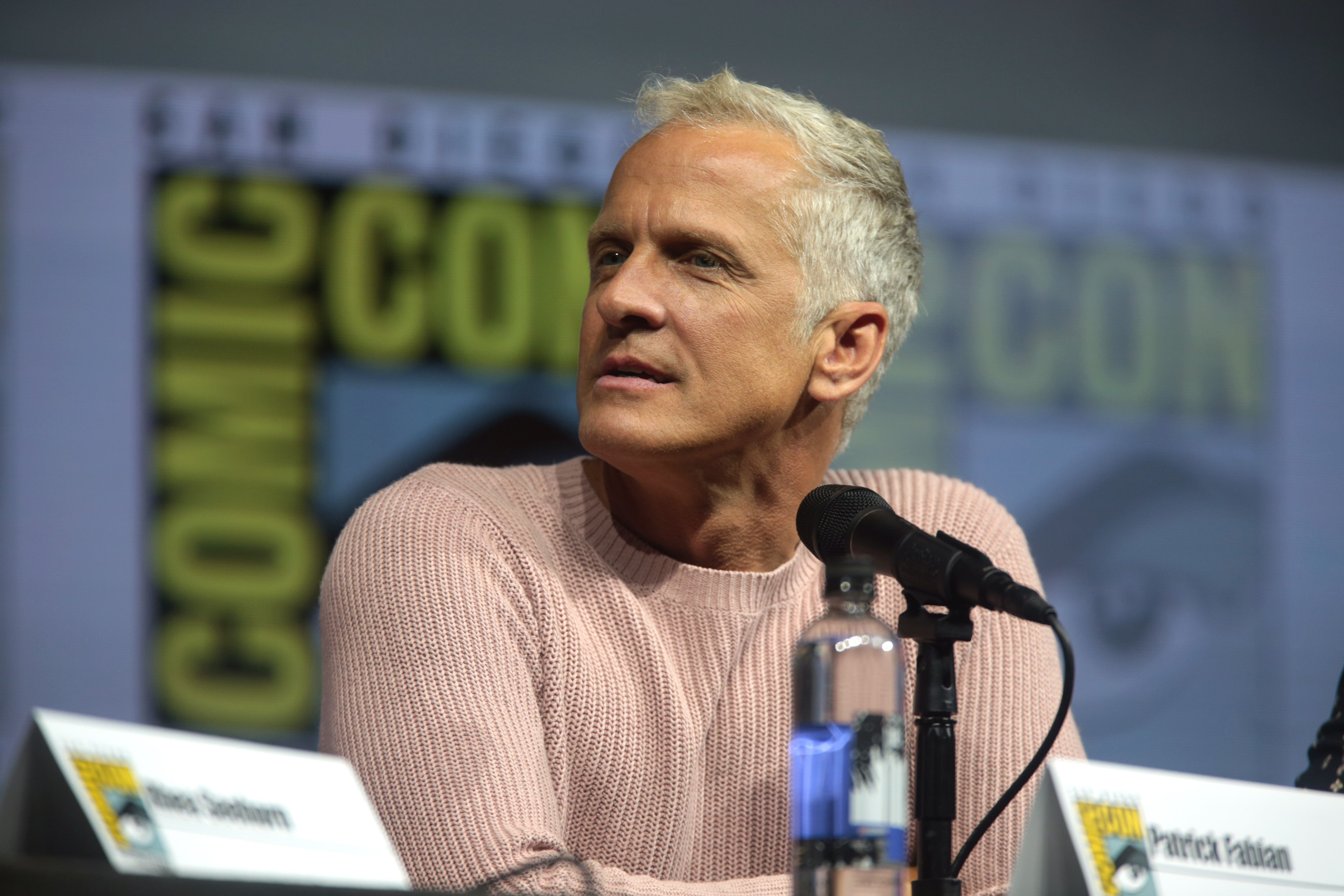
Patrick Fabian (Phil)

### Personnages secondaires et invités
- Gina Marie Hughes : Samantha, une collègue de Ryan et Kim à Eggwoke (7 épisodes, saisons 1 et 2)
- Jason Michael Snow (VF : Yoann Sover) : Keaton, un homme avec Ryan échange sur Grindr (1 épisode, saison 1)
- Brian Jordan Alvarez : Shay, un prostitué (1 épisode, saison 1)
- Mj Vandivier : Laurie, la mère de Karen (1 épisode, saison 1)
- Buck Andrews (VF : Aurélien Raynal) : Henry, un ami autiste de Ryan (4 épisodes, saison 2)
- Lauren Weedman (VF : Martine Irzenski) : Tonya, une amie de Karen (3 épisodes, saison 2)
- Charlie Barnett (VF : Jhos Lican) : Harrison, un amant de Kim (3 épisodes, saison 2)
- Utkarsh Ambudkar (VF : Eilias Changuel) : Ravi, un ami de Kim avec lequel elle entretient une liaison (3 épisodes, saison 2)
- Anjali Bhimani (en) (VF : Natacha Muller) : Bina, la mère de Kim (3 épisodes, saison 2)
- Ajay Mehta (en) : Vijay, le père de Kim (2 épisodes, saison 2)
- Karan Soni (VF : Baptiste Mège) : Dev, le frère de Kim (2 épisodes, saison 2)
- Ana Ortiz : Susan, la nouvelle petite-amie de Phil (2 épisodes, saison 2)
- Teddy Vincent : Laurie, la mère de Karen (2 épisodes, saison 2)
- Danielle Perez : Kit, une amie de Henry (2 épisodes, saison 2)
- Nicole Lynn Evans : Natalie, une amie de Henry (2 épisodes, saison 2)
- Jeremy Glazer (en) : Marc, un acteur avec qui Ryan a une liaison (1 épisode, saison 2)
- Piter Marek : Richard, le petit-ami de Tanner (1 épisode, saison 2)
- Leslie Jordan : Charles (1 épisode, saison 2)

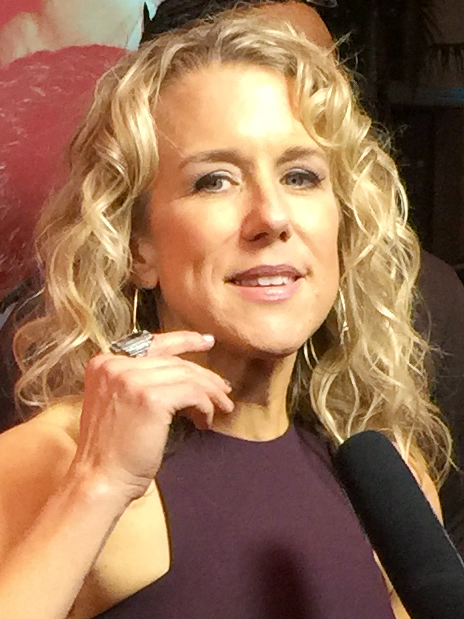
Lauren Weedman (Tonya)
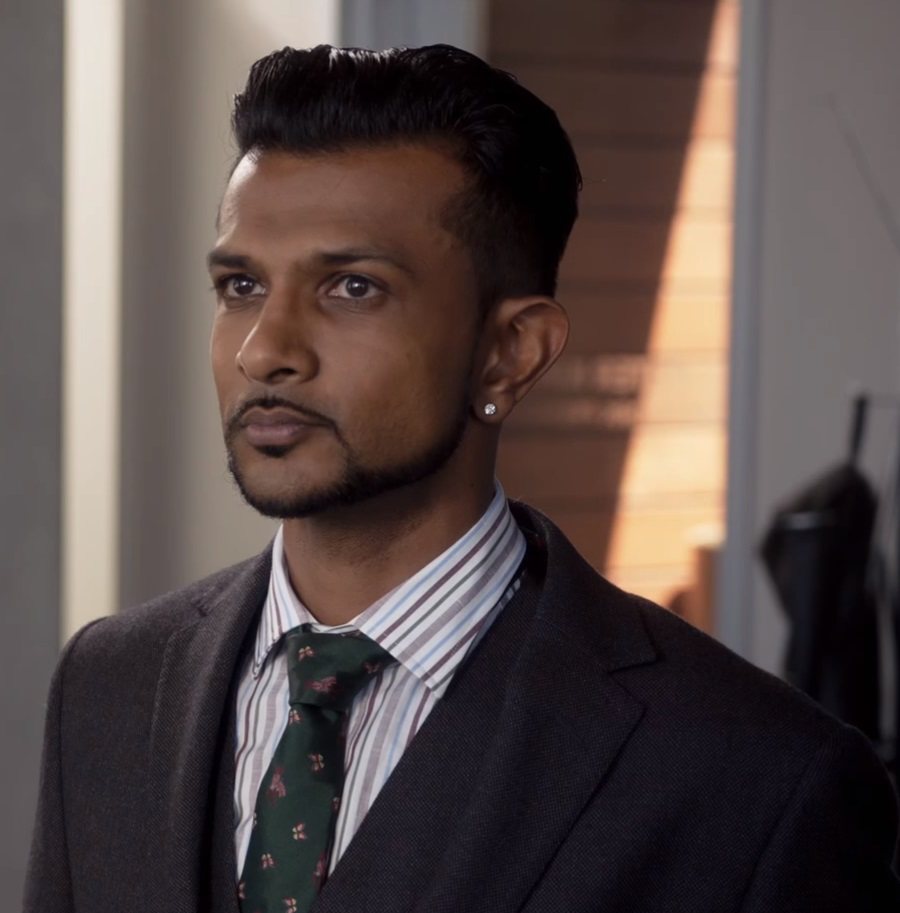
Utkarsh Ambudkar (Ravi)
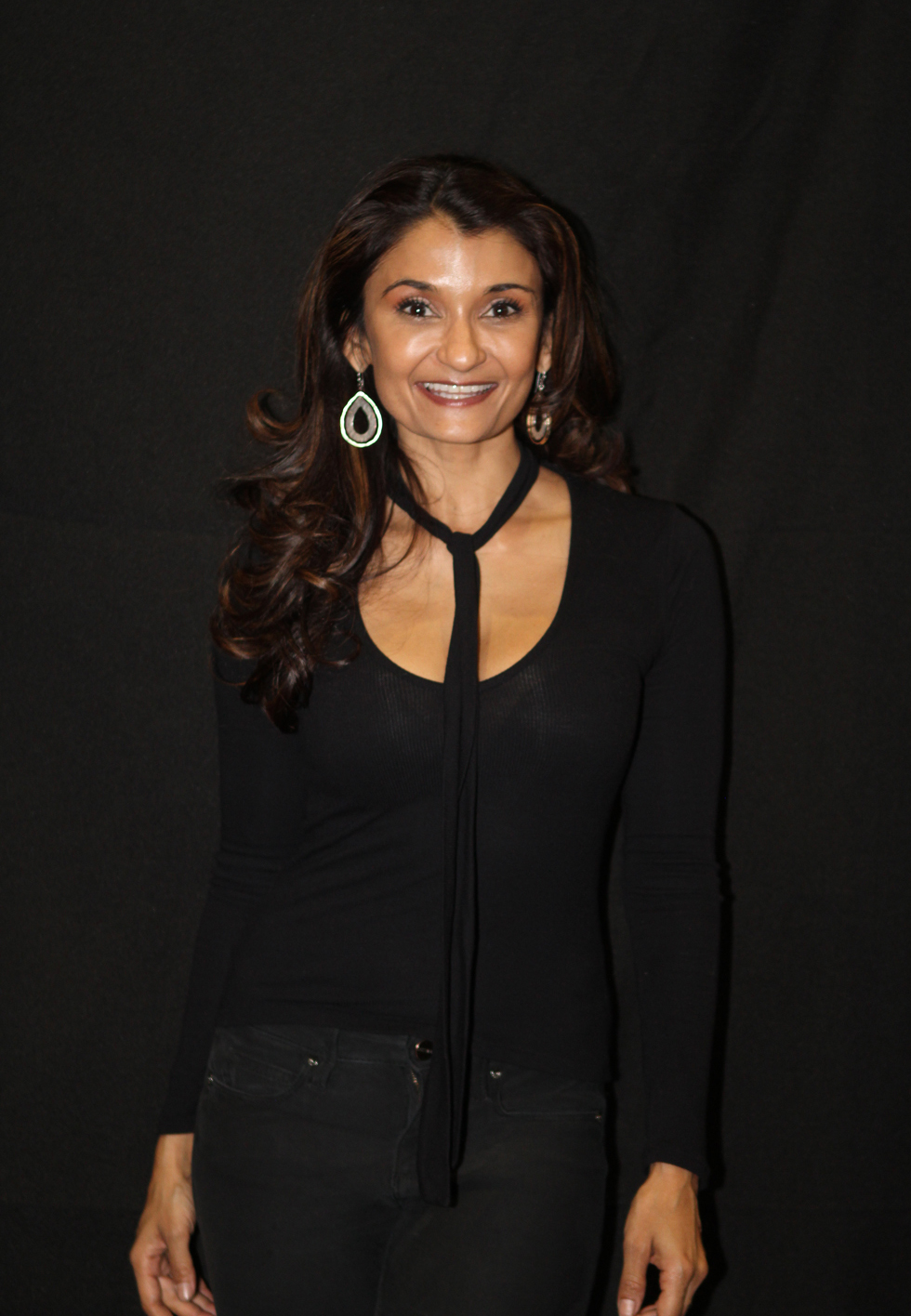
Anjali Bhimani (Bina)
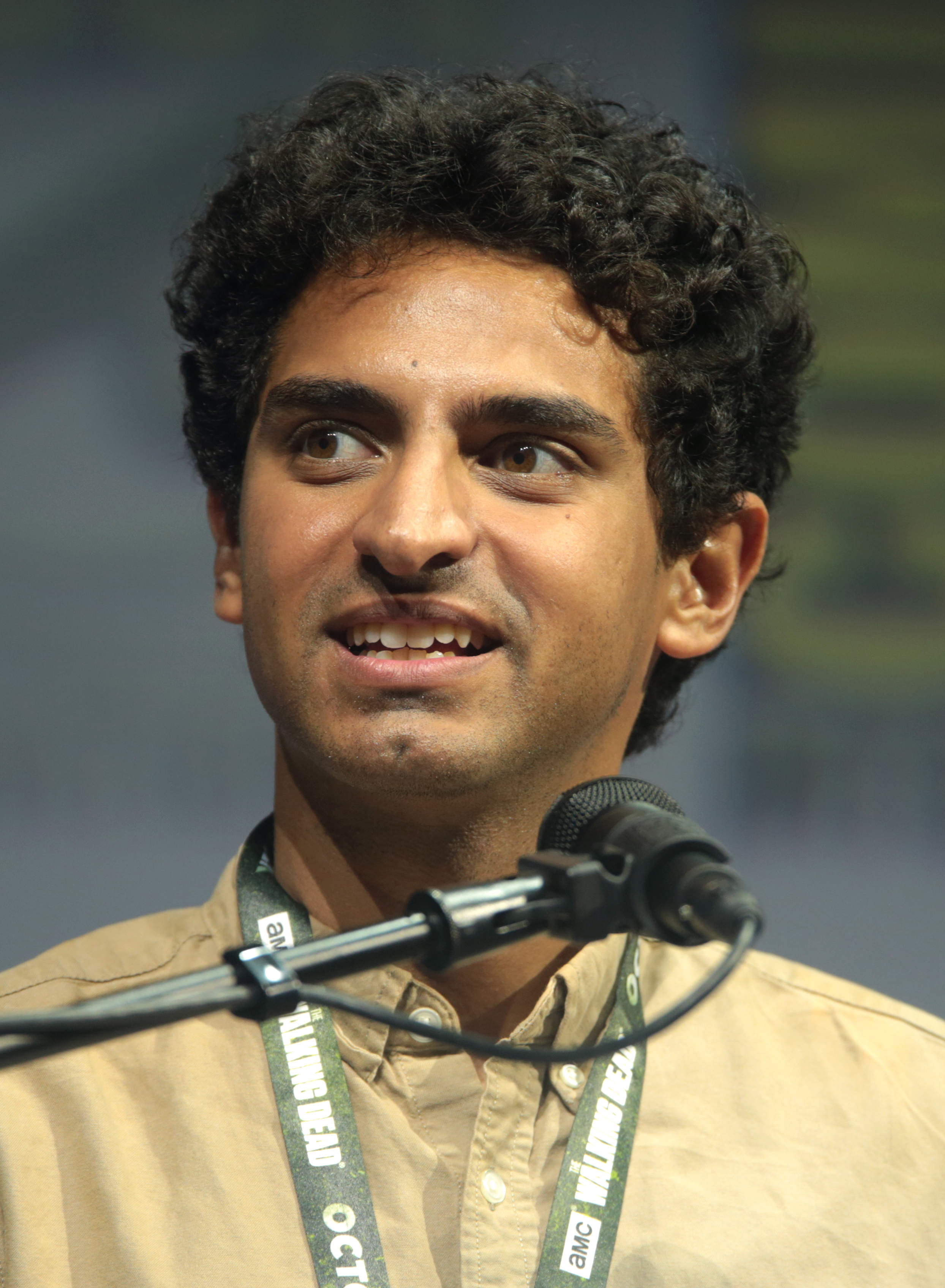
Karan Soni (Dev)
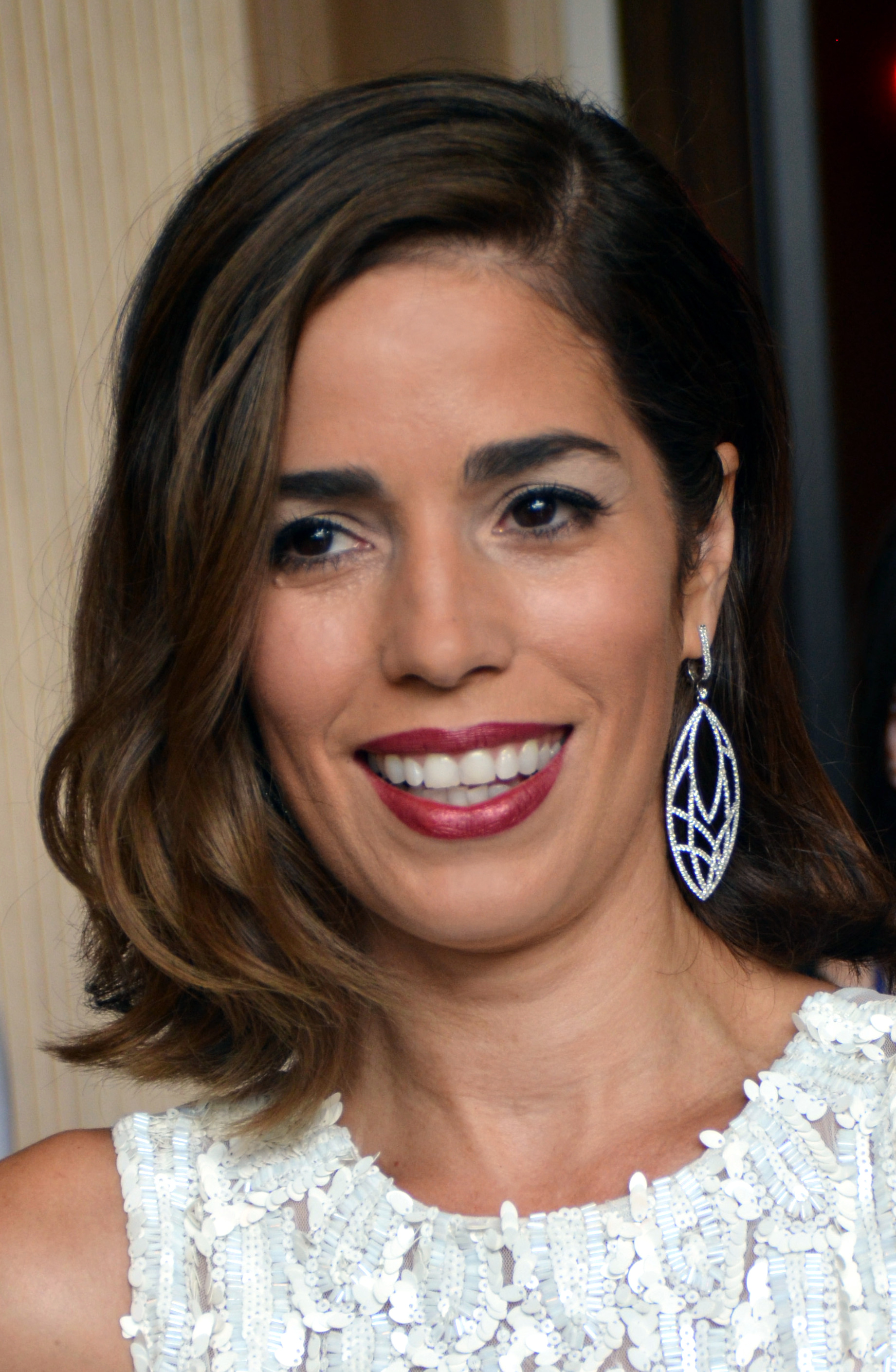
Ana Ortiz (Susan)
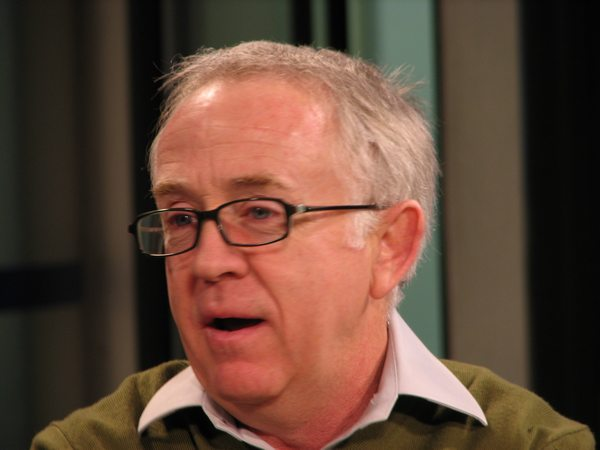
Leslie Jordan (Charles)

## Production

### Création

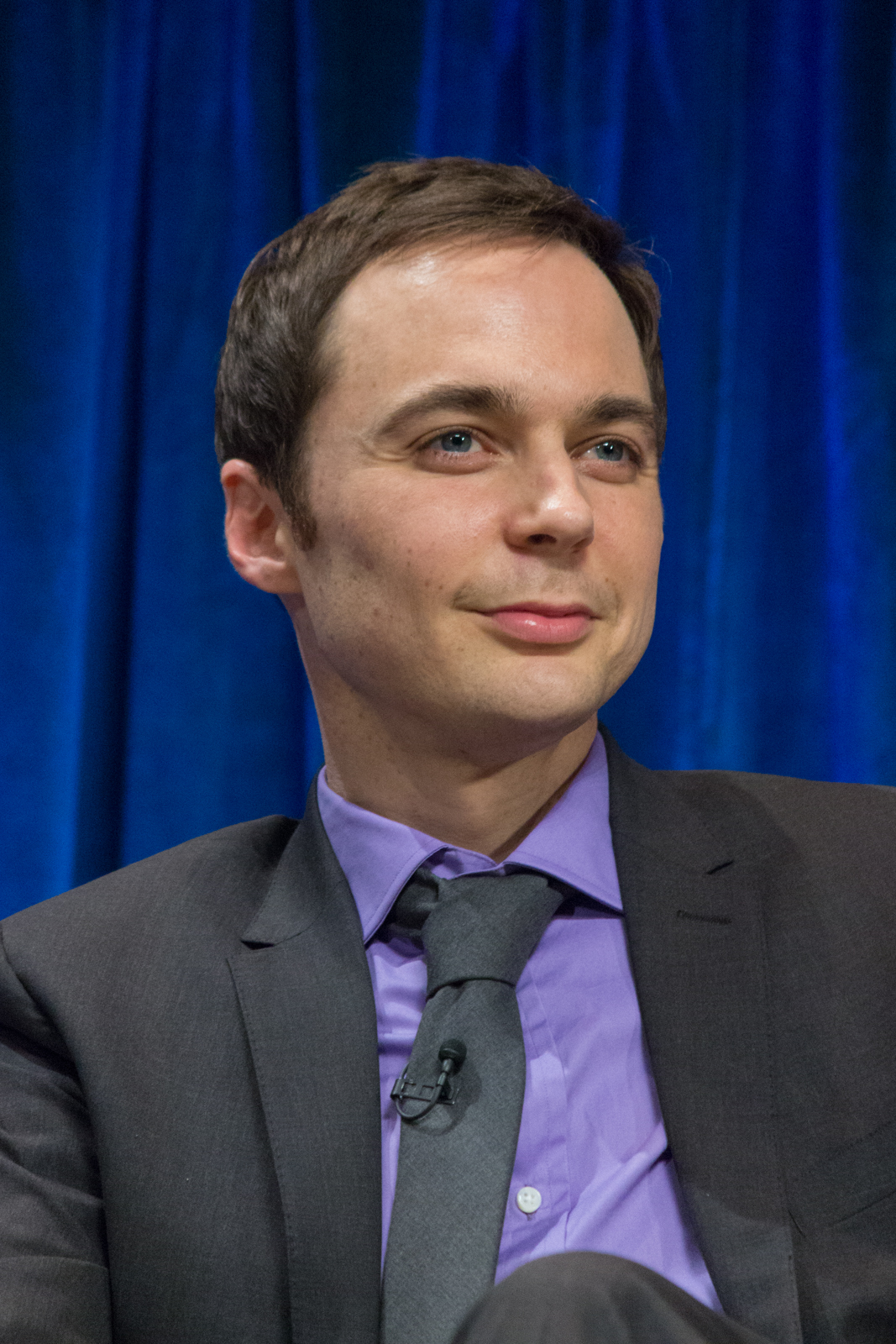
Jim Parsons participe à la création de la série, dont il est producteur délégué.

Ryan O'Connell est un acteur, auteur et réalisateur qui a notamment travaillé sur les séries Awkward et Will et Grace. En 2015, il sort son livre I’m Special: And Other Lies We Tell Ourselves (en français « Je suis spécial et autres mensonges que l'on se raconte »), entre l'autobiographie et le manifeste. Publié par Simon & Schuster, l'ouvrage rencontre un certain succès. Avant même la publication de I’m Special: And Other Lies We Tell Ourselves, Ryan O'Connell envisage d'adapter son livre à la télévision. Après plusieurs échecs, il est approché par Jim Parsons et Netflix.
Inspirée de I’m Special: And Other Lies We Tell Ourselves, la série est donc partiellement autobiographique,. En particulier, Ryan O'Connell a réellement été victime d'un accident de voiture, plus violent que dans Special. Il s'est basé sur son expérience professionnelle pour le site Thought Catalog (en) pour imaginer celle de Ryan à Eggwoke. À la différence de la série, Ryan O'Connell a toutefois connu une jeunesse plus sociable que son personnage avec de nombreux amis, des rapports sexuels plus précoces et un départ du foyer familial à 18 ans.
Ryan O'Connell évoque l'importance pour lui de porter à la télévision l'histoire d'un jeune homme handicapé et homosexuel.

### Développement
Près de quatre ans s'écoulent entre l'option posée sur les droits du livre au printemps 2015 et la diffusion de la série en avril 2019. Special est finalement produite par Warner Bros. Stage 13, That's Wonderful Productions et Campfire. Jim Parsons, Eric Norsoph et Todd Spiewak sont producteurs délégués de la série, tout comme Anna Dokoza qui est également réalisatrice.
L'ensemble des épisodes de la première saison sont écrits par Ryan O'Connell. Special est la première expérience importante d'Anna Dokoza dans la réalisation. Productrice de profession, elle n'avait réalisé qu'un seul épisode de Lady Dynamite auparavant. La série est tournée à Austin au Texas avec un budget limité,.
Le bande-annonce de la série est publiée le 25 mars 2019, journée mondiale de sensibilisation à l'infirmité motrice cérébrale,. La première saison est intégralement disponible sur Netflix le 12 avril suivant, pour huit épisodes d'environ 15 minutes chacun. Ryan O'Connell attribue le format court de la série — qu'il regrette initialement — à Stage 13, branche de Warner Bros. spécialisée dans les séries digitales.
En décembre 2019, Netflix commande une deuxième saison de Special, dont les épisodes voient leur durée doubler (de 15 à 30 minutes environ),. Il est par la suite annoncé que cette saison sera la dernière de la série,.
Contrairement à la première saison, Ryan O'Connell est accompagné de scénaristes pour écrire la saison 2 de Special. L'intrigue débute deux mois après la fin de la première saison et permet de découvrir davantage les personnages de Ryan, Kim et Karen. Elle contient également davantage de scènes de sexe que la précédente saison.
Quatre épisodes sont tournés avant la pandémie de Covid-19, qui interrompt le tournage au printemps 2020. Les mois suivants sont donc consacrés au montage de ces épisodes,. Le tournage de la deuxième saison reprend à compter du mois d'octobre 2020. Les quatre derniers épisodes de la saison sont réalisés par Craig Johnson et non Anna Dokoza.
Les huit épisodes de cette deuxième saison de Special sont diffusés sur Netflix le 20 mai 2021.

### Attribution des rôles
Dans ses interviews à la presse, Ryan O'Connell insiste sur l'importance de recruter des acteurs touchés par un handicap pour jouer des rôles correspondants à la télévision. Il dénonce le capacitisme « si systémique et enraciné dans notre culture », appelant à ouvrir la porte à davantage de créateurs handicapés. Selon l'association GLAAD, en 2018, seuls 2 % des personnages récurrents à la télévisions ont un handicap et 95 % d'entre eux sont joués par des acteurs sans handicap.
En plus d'être l'auteur de la série, Ryan O'Connell — lui-même atteint d'infirmité motrice cérébrale — occupe le rôle principal de Ryan Hayes. Dans une interview pour Vulture, il est explique qu'il ne tenait pas à apparaître dans la série, n'ayant aucun désir de jouer, mais qu'il n'avait pas les moyens d'embaucher quelqu'un d'autre lors la vente du concept à Stage 13. La saison 2 accueille par ailleurs plusieurs autres personnages handicapés.
Ryan O'Connell épouse le même raisonnement concernant le besoin d'engager des acteurs homosexuels pour des rôles gays, estimant qu'« il est important que nos histoires soient racontées par des personnes les ayant vécues ». Il ajoute : « Je ne pense pas qu'une personne hétéro ne puisse pas jouer un personnage gay. Bien sûr qu'elle le peut. Mais nous ne vivons pas sur un pied d'égalité, d'accord ? La réalité est que les hétérosexuels ont beaucoup plus d'opportunités que les homosexuels ». Dans la série, les personnages homosexuels et certains personnages hétérosexuels sont joués par des acteurs gays.

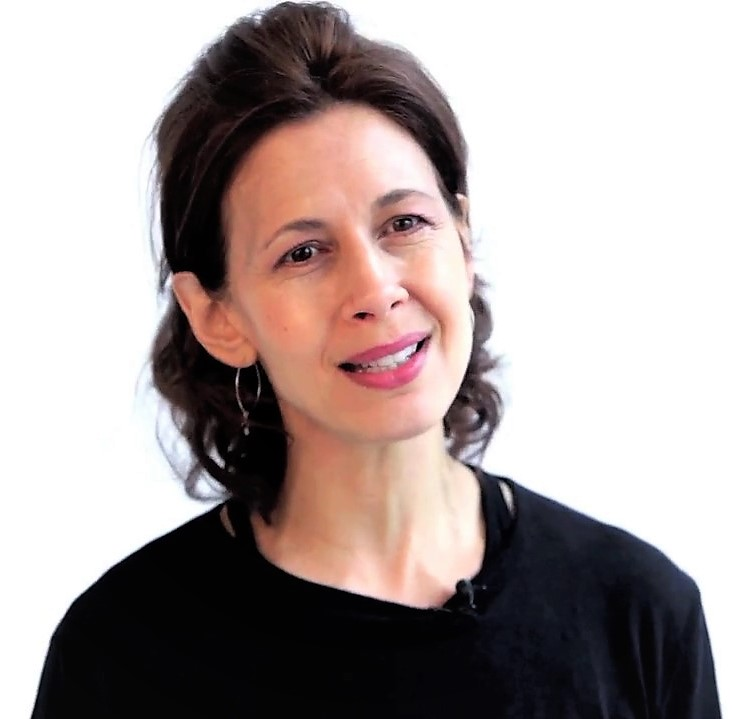
Jessica Hecht interprète Karen, la mère de Ryan.

La mère de Ryan, Karen, est interprétée par Jessica Hecht notamment connue pour son rôle de Susan dans Friends. C'est Jim Parsons qui propose Jessica Hecht pour le rôle, après avoir joué avec elle sur scène dans Harvey en 2012. Punam Patel obtient le rôle de Kim, collègue et amie de Ryan, après avoir été la seule personne reçue en audition. Le casting principal de la saison 1 est complété par Marla Mindelle, amie du compagnon de Ryan O'Connell qui joue Olivia (la cheffe de Ryan et Kim), Patrick Fabian suggéré par Anna Dokoza pour le rôle de Phil (voisin et amant de Karen), et Augustus Prew qui interprète Carey (dont Ryan tombe sous le charme),.
La saison 2 accueille de nouveaux acteurs dont Max Jenkins (en) (Tanner, nouveau partenaire de Ryan), Buck Andrews (Henry, ami autiste et gay de Ryan), Charlie Barnett (Harrison, amant de Kim), Lauren Weedman et Ana Ortiz (Tonya et Susan, des amies de Karen) ainsi que Utkarsh Ambudkar, Anjali Bhimani (en), Ajay Mehta (en) et Karan Soni, qui jouent des proches de Kim. Leslie Jordan fait également une apparition dans cette deuxième saison en tant que guest-star.

### Fiche technique
Sauf indication contraire, les informations mentionnées dans cette section peuvent être confirmées par la base de données cinématographiques IMDb,  présente dans la section « Liens externes ».
- Titres original et français : Special
- Titre québécois : Spécial
- Création : Ryan O'Connell
- Réalisation : Anna Dokoza (12 épisodes) et Craig Johnson (4 épisodes)
- Scénario : Ryan O'Connell (11 épisodes), Leila Cohan-Miccio (2 épisodes), Liz Elverenli, Mason Flink et Keshni Kashyap (1 épisode chacun)
- Direction artistique : Lindsay Lipscomb (saison 1) et Francesca Palombo (saison 2)
- Décors : Diz Jeppe (saison 1), Aleksandra Landsberg et Chris Giammalvo (saison 2)
- Costumes : Eryn Brooke (saison 1) et Skye Stewart-Short (saison 2)
- Photographie : Philip Roy (saison 1) et Nathan M. Miller (saison 2)
- Montage : Thomas Calderon (12 épisodes), Taichi Erskine (4 épisodes), Luis Colina et John Daigle (2 épisodes chacun)
- Casting : Vicky Boone (saison 1) et Lindsey Weissmueller (saison 2)
- Musique : Joshua Moshier
- Production : Anna Dokoza, Eric Norsoph, Ryan O'Connell, Jim Parsons et Todd Spiewak
- Sociétés de production : Warner Bros. Television Studios, Stage 13, That's Wonderful Productions et Campfire
- Sociétés de distribution : Netflix
- Pays d'origine :  États-Unis
- Langue originale : anglais
- Format : couleur
- Genre : Comédie
- Nombre de saisons : 2
- Nombre d'épisodes : 16
- Durée : 12–34 minutes

## Épisodes

### Saison 1
| № | Titre                                                                            | Réalisation | Scénario       | Première diffusion | Code de prod. |
| --- | -------------------------------------------------------------------------------- | ----------- | -------------- | ------------------ | ------------- |
| 1 | Chapitre un : Infirmité motrice méga LOL (Chapter One: Cerebral LOLzy)           | Anna Dokoza | Ryan O'Connell | 12 avril 2019      | 101           |
| Ryan est renversé par une voiture, sans conséquence grave. Lors de son premier jour de stage à Eggwoke, un média en ligne, ses collègues pensent que son handicap est lié à l'accident. Il préfère confirmer cette version plutôt que d'évoquer son infirmité motrice cérébrale.                                                                                                  |                                                                                  |             |                |                    |               |
| 2 | Chapitre deux : Le Grand Bain (Chapter Two: The Deep End)                        | Anna Dokoza | Ryan O'Connell | 12 avril 2019      | 102           |
| Ryan est invité par sa collègue Kim à l'anniversaire d'Olivia, leur cheffe. Autour de la piscine, les invités aux corps parfaits ébranlent la confiance de Kim et Ryan en eux-mêmes. Ryan y embrasse toutefois Keaton, rencontré sur Grindr. |                                                                                  |             |                |                    |               |
| 3 | Chapitre trois : Les Scones à l’œil (Chapter Three: Free Scones)                 | Anna Dokoza | Ryan O'Connell | 12 avril 2019      | 103           |
| Ryan révèle sa virginité à Kim, qui l'encourage à recourir aux services d'un prostitué, Shay, pour sa première fois. Karen espionne son nouveau voisin, Phil, qui l'invite à un rendez-vous. |                                                                                  |             |                |                    |               |
| 4 | Chapitre quatre : La Crémaillère (Chapter Four: Housechilling Party)             | Anna Dokoza | Ryan O'Connell | 12 avril 2019      | 104           |
| Ryan emménage seul dans un nouvel appartement. Délaissé par ses amies de l'université, il invite Kim à sa pendaison de crémaillère et tombe sous le charme de Carey. Karen et Phil couchent ensemble. |                                                                                  |             |                |                    |               |
| 5 | Chapitre cinq : Les Mamalogues du vagin (Chapter Five: Vagina Momologues)        | Anna Dokoza | Ryan O'Connell | 12 avril 2019      | 105           |
| Karen est appelée par Ryan puis par sa mère, qui ont besoin de son aide. Elle s'accorde finalement du temps pour elle et trouve du réconfort dans les bras de Phil. |                                                                                  |             |                |                    |               |
| 6 | Chapitre six : Une belle main (Chapter Six: Straight Potential)                  | Anna Dokoza | Ryan O'Connell | 12 avril 2019      | 106           |
| Ryan est invité à une soirée poker chez Corey. À son grand désarroi, il découvre que Corey n'est pas célibataire. Karen et Phil approfondissent leur relation en fumant de la marijuana. |                                                                                  |             |                |                    |               |
| 7 | Chapitre sept : Rencard à l’aveugle et en sourd (Chapter Seven: Blind Deaf Date) | Anna Dokoza | Ryan O'Connell | 12 avril 2019      | 107           |
| Pour oublier ses sentiments pour Corey, Ryan accepte un rendez-vous avec le cousin d'Olivia. Lorsqu'il découvre que Karen sort avec Phil, il se sent trahi par les mensonges de sa mère qui rompt finalement avec Phil. |                                                                                  |             |                |                    |               |
| 8 | Chapitre huit : Cinquante nuances de gay (Chapter Eight: Gay Gardens)            | Anna Dokoza | Ryan O'Connell | 12 avril 2019      | 108           |
| Alors que l'article de Ryan sur son accident devient le plus lu de l'histoire d'Eggwoke, il révèle son infirmité motrice cérébrale à ses collègues. Rassurée que Ryan accepte sa relation avec Phil, Karen souhaite une nouvelle chance mais Phil refuse cette relation à trois. Après avoir embrassé Corey, Ryan arrive en retard à l'anniversaire de sa mère. Ils se disputent. |                                                                                  |             |                |                    |               |

### Saison 2
| № | Titre                                                                | Réalisation   | Scénario       | Première diffusion | Code de prod. |
| --- | -------------------------------------------------------------------- | ------------- | -------------- | ------------------ | ------------- |
| 1 | Un coup d'un jour (One Day Stand)                                    | Anna Dokoza   | Ryan O'Connell | 20 mai 2021        | 201           |
| Deux mois plus tard, Ryan et Karen ne se parlent toujours pas. Ryan et Kim décident qu'il est temps de sortir à nouveau. Ryan rencontre Tanner, professeur de danse. Kim et Karen passent une soirée ensemble, Kim repart avec le millionnaire Harrison tandis que Karen rentre seule.                                                                                   |                                                                      |               |                |                    |               |
| 2 | I Don't Like it Like This (Pas mon copain)                           | Anna Dokoza   | Mason Flink    | 20 mai 2021        | 202           |
| Ryan a un rendez-vous avec Marc, un acteur qui se révèle être fétichiste des personnes handicapées. Après des hésitations, Kim choisit de poursuive sa relation avec Harrison. Karen revoit son ancienne amie Tonya et lui propose de s'installer chez elle. |                                                                      |               |                |                    |               |
| 3 | Tous les mêmes (That's The Way The Boys Are)                         | Anna Dokoza   | Liz Elverenli  | 20 mai 2021        | 203           |
| Karen sympathise avec Susan, la nouvelle petite-amie de Phil. Au restaurant, Tonya invite Phil et Susan à leur table. Après un repas avec Tanner et son petit-ami, Richard, Ryan met fin à sa relation avec Tanner. Kim organise son anniversaire à Eggwoke, mais sa relation avec Harrison s'achève également. Karen et Ryan se réconcilient.                           |                                                                      |               |                |                    |               |
| 4 | Décès et charcuterie (Death By a Thousand Cold Cuts)                 | Anna Dokoza   | Leila Cohan    | 20 mai 2021        | 204           |
| Karen se remémore l'enfance de Ryan, lorsqu'elle apprenait à gérer son handicap. Laurie, la mère de Karen, meurt. Karen et Ryan doivent alors s'occuper de l'organisation des funérailles. Ryan y rencontre Henry. |                                                                      |               |                |                    |               |
| 5 | Ryan trouve sa tribu (Ryan Joins the Crips)                          | Anna Dokoza   | Leila Cohan    | 20 mai 2021        | 205           |
| Henry propose à Ryan de rencontrer ses amis handicapés. Parmi ce groupe, Ryan se sent à sa place. Tanner rompt avec Richard et fait une déclaration d'amour à Ryan. Endettée, Kim est expulsée de son logement et retourne vivre chez ses parents Bina et Vijay. |                                                                      |               |                |                    |               |
| 6 | Reines de la promo (Prom Queens)                                     | Craig Johnson | Leila Cohan    | 20 mai 2021        | 206           |
| Tanner rencontre Karen puis les nouveaux amis de Ryan. Lors du bal de promo organisé par ces derniers, certains commentaires de Tanner passent mal. Au Divali organisé par ses parents, Kim couche avec son ami d'enfance Ravi — comme chaque année. |                                                                      |               |                |                    |               |
| 7 | Mais pourquoi personne n'est prêt ici ? (Why Is No One Ready?)       | Craig Johnson | Ryan O'Connell | 20 mai 2021        | 207           |
| Ryan et Tanner et Kim et Ravi partent ensemble à Ojai pour le weekend. Alors que Kim et Ravi officialisent leur relation, Ryan et Tanner rompent. Karen se fait de nouveau amis lors de son weekend en solitaire à Carmel. |                                                                      |               |                |                    |               |
| 8 | Et c'est ainsi que l'histoire s'achève (Here's Where the Story Ends) | Craig Johnson | Ryan O'Connell | 20 mai 2021        | 208           |
| Kim quitte Eggwoke pour Listicool, où elle se rend compte qu'elle est la seule femme. Karen envisage de déménager à Carmel, mais elle hésite lorsqu'il faut vendre la maison d'Agoura Hills où Ryan a grandi. Kim et Ryan se rendent au mariage d'Olivia, où ils décident de créer leur propre site. Après plusieurs rendez-vous, Ryan et Henry décident de rester amis. |                                                                      |               |                |                    |               |

## Accueil

### Réception critique
La série est généralement bien accueillie par la critique. Pour sa première saison, Rotten Tomatoes attribue à la série un score de 96 % sur la base de 25 critiques. Le score de la saison 2 est de 100 %, d'après 5 critiques. Sur Metacritic, la saison 1 obtient des « critiques généralement favorables » avec un score de 67 (basé sur 10 critiques).
Special est notamment salué pour sa représentation des personnes handicapées et son caractère « révolutionnaire ». Pour la première fois à la télévision, un homme handicapé et homosexuel est représenté lors de rapports sexuels. La presse apprécie sa vision « franche » et « réaliste » des relations sexuelles entre hommes,.
Les prestations de Jessica Hecht et Punam Patel sont particulièrement remarquées,. Avec Ryan O'Connell, elles sont nommées aux Emmy Awards 2019 pour leur rôle. Special est alors la série courte la plus nommée de ces 71e Emmy Awards.
Le magazine américain Vulture parle d'une série « hilarante avec une touche de ténèbres ». En France, Le Parisien attribue une note de 4 sur 5 aux deux saisons de la série, parlant d'une « jolie pépite apparue de manière inattendue »,. Tim Dowling du Guardian qualifie la série d'« incroyablement douce » et de « franche et tonifiante », notamment à propos du handicap, de l'indépendance et de la sexualité. Il estime cependant que « Special a plus de succès dans l'autobiographie que dans la satire ».
Plus critique, Liam Mathews de TV Guide considère que Special serait une web-série « impressionnante » mais n'est pas au niveau d'une production de Netflix. Il estime que les premiers épisodes sont « mauvais », peu drôles, mais que la série et le jeu d'acteur de Ryan O'Connell s'améliorent au fur et à mesure de la première saison.
Après la saison 1, Caroline Framke écrit dans Variety que la série serait « fascinante » si elle avait « davantage de temps pour raconter son histoire ». Pour la deuxième saison, elle souligne « l'excellent travail » des acteurs, qui permet « d'explorer davantage en profondeur » les personnages de Ryan, Kim et Karen. Ryan Gilbey du Guardian rejoint ce sentiment d'une deuxième saison « bien plus riche dramatiquement », donnant de la place à ses personnages secondaires féminins.

### Nominations et récompenses
| Année | Prix               | Catégorie                                                     | Nomination     | Résultat   |
| ----- | ------------------ | ------------------------------------------------------------- | -------------- | ---------- |
| 2019  | Emmy Awards        | Meilleure série courte comique ou dramatique                  | Special        | Nomination |
| 2019  | Emmy Awards        | Meilleur acteur dans une série courte comique ou dramatique   | Ryan O'Connell | Nomination |
| 2019  | Emmy Awards        | Meilleure actrice dans une série courte comique ou dramatique | Jessica Hecht  | Nomination |
| 2019  | Emmy Awards        | Meilleure actrice dans une série courte comique ou dramatique | Punam Patel    | Nomination |
| 2020  | WGA Awards         | Nouveau média court original                                  | Special        | Lauréat    |
| 2022  | GLAAD Media Awards | Meilleure série comique                                       | Special        | Nomination |